# Лемаруа, Ив
Ив Ле Маруа (фр. Yves Le Marois; 1772—1807) — французский военный деятель, полковник (1799 год), участник революционных и наполеоновских войн.

## Биография
Родился в семье почтмейстера Гийома Ле Маруа (фр. Guillaume Le Marois; 1732—1791) и его супруги Марии Ле Клерк (фр. Marie Renée Le Clerc; 1734—1813). Его младший брат Жан дослужился до звания генерала и был адъютантом Наполеона.
Ив Ле Маруа начал военную службу 25 августа 1792 года солдатом в 3-м батальоне добровольцев Манша и 4 сентября был избран капитаном. В 1792 году служил в Мозельской армии. В 1794 году зачислен адъютантом в Итальянскую армию. 9 октября 1795 года был произведён в командиры батальона штаба и служил в рядах Внутренней армии. Затем он стал секретарём Летурнёра, когда последний был назначен членом Директории, а после бы рядом с Карно. 23 декабря 1799 года стал полковником штаба. В 1799 году сражался в рядах Рейнской армии. 23 сентября 1801 года зачислен в состав военного министерства. 30 августа 1803 года получил назначение в штаб военного лагеря Сент-Омере. Принимал участие в Австрийской кампании 1805 года под началом маршала Сульта в штабе 4-го армейского корпуса Великой Армии. Отличился при Ульме и Аустерлице.
27 декабря 1805 года возглавил 43-й полк линейной пехоты, который входил в состав 1-й пехотной дивизии Сент-Илера 4-го корпуса. Принимал участие в кампаниях 1806 и 1807 годов в Пруссии и Польше. Умер от ран на поле битвы при Прейсиш-Эйлау 8 февраля 1807 года. Послав его в атаку, Наполеон сказал Иву: «Уходи полковником, а возвращайся генералом!» Также в этот день смертельное ранение получил генерал Варе, в чью бригаду входил 43-й полк, и погиб полковник Сильберман, чей 55-й полк также был частью бригады Варе.

## Воинские звания
- Солдат (25 августа 1792 года);
- Капитан (4 сентября 1792 года);
- Командир батальона штаба (9 октября 1795 года);
- Полковник штаба (23 декабря 1799 года).

## Награды
Легионер ордена Почётного легиона (5 февраля 1804 года)
 Офицер ордена Почётного легиона (14 июня 1804 года)
 Коммандан ордена Почётного легиона (25 декабря 1805 года)